# 加夫里洛夫亞姆
57°18′N 39°52′E / 57.300°N 39.867°E
加夫里洛夫亞姆（羅馬化：Gavrilov-Yam）是俄羅斯雅羅斯拉夫爾州東南部的城市，位於州府雅羅斯拉夫爾東南46公里。2024年人口15,576人。
1545年建立，1938年建市。